# Еліс Мертон
Еліс Мертон (нім. Alice Merton; нар. 13 вересня 1993) — німецька співачка, поет-пісняр. Мертон отримала світову популярність завдяки своєму дебютному синглу «No Roots». Станом на 2017 рік проживає в Берліні.

## Біографія
Еліс Мертон народилася в сім'ї ірландця та німкені. Коли їй було 13 років, родина переїхала в Мюнхен. Там вона почала вчити німецьку мову, що дозволило їй спілкуватися зі своєю бабусею — німкенею. Мертон жила в таких містах, як Оквілл (Онтаріо), Коннектикут, Нью-Йорк, Борнмут, Лондон та Берлін.У 2013 Еліс поступила в Університет популярної музики і музичного бізнесу в Мангеймі, де отримала ступінь бакалавра у творенні композицій та пісень. Там же вона познайомилася з учасниками її майбутньої групи.

## Кар'єра
Вперше Еліс Мертон стала відома як співачка і композитор альбому The Book of Nature гурту Fahrenhaidt.
14 листопада 2016 року вона отримала щорічну нагороду нових талантів в номінації «Акустик поп». Переїхавши до Берліна, Мертон заснувала свою власну звукозаписну компанію під назвою Paper Plane Records International і наприкінці 2016 записала пісню «No Roots». На її написання виконавицю надихнули нескінченні переїзди і думка про те, що вона ніде не відчуває себе як вдома. На сайті The Hype Machine і на музичній платформі Spotify пісня зайняла перші рядки чартів і увійшла в рекомендації декількох радіо-станцій. Після такого успіху Еліс записала свій перший мініальбом No Roots 3 лютого 2017 року. Альбом зайняв друге місце в німецьких чартах і перше місце у французьких. Компанія Vodafone Germany використовувала пісню в одній із своїх реклам. Співачка підписала контракт з компанією Mom + Pop Music в серпні 2017 для розкручення в межах США. Стала переможцем нагороди European Border Breakers Award.
2 серпня 2017 Еліс Мертон записала другий сингл Hit the Ground Running.

## Дискографія

### Студійні альбоми
- Mint (2019)

### Мініальбоми
| Назва    | Деталі                                                                                               | Пікова позиція в чарті | Пікова позиція в чарті | Пікова позиція в чарті |
| Назва    | Деталі                                                                                               | [ 4 ]                  | Рок                    | Альт.                  |
| -------- | --- | ---------------------- | ---------------------- | ---------------------- |
| No Roots | - Випущений: 3 лютого 2017 - Лейбл: Paper Plane, Mom + Pop - Формати: CD-сингл, цифрове завантаження | 33                     | 30                     | 14                     |

### Сингли
| Назва                                                                         | Рік  | Пікова позиція в чарті | Пікова позиція в чарті | Пікова позиція в чарті | Пікова позиція в чарті | Пікова позиція в чарті | Пікова позиція в чарті | Пікова позиція в чарті | Пікова позиція в чарті | Пікова позиція в чарті | Пікова позиція в чарті | Пікова позиція в чарті | Сертифікація (таблиця продажів та сертифікатів)            | Альбом   |
| Назва                                                                         | Рік  | [ 7 ]                  | [ 8 ]                  | [ 9 ]                  | [ 10 ]                 | [ 11 ]                 | [ 12 ]                 | [ 13 ]                 | [ 14 ]                 | [ 15 ]                 | [ 16 ]                 | Альт.                  | Сертифікація (таблиця продажів та сертифікатів)            | Альбом   |
| ----------------------------------------------------------------------------- | ---- | ---------------------- | ---------------------- | ---------------------- | ---------------------- | ---------------------- | ---------------------- | ---------------------- | ---------------------- | ---------------------- | ---------------------- | ---------------------- | ---------------------------------------------------------- | -------- |
| «No Roots»                                                                    | 2016 | 2                      | 3                      | 97                     | 1                      | 4                      | 7                      | 4                      | 12                     | 52                     | 84                     | 1                      | - : Платина - : Платина - : Платина - : Платина - : Золото | No Roots |
| «Hit the Ground Running»                                                      | 2017 | —                      | —                      | —                      | —                      | —                      | —                      | —                      | —                      | —                      | —                      | —                      |                                                            | No Roots |
| «Lash Out»                                                                    | 2018 | —                      | —                      | —                      | —                      | —                      | 66                     | —                      | —                      | —                      | —                      | 16                     |                                                            | No Roots |
| «Why So Serious»                                                              | 2018 | —                      | —                      | —                      | —                      | —                      | —                      | —                      | —                      | —                      | —                      | —                      |                                                            | Mint     |
| «—» означає, що сингл або не вийшов у цій країні, або не брав участі у чарті. |      |                        |                        |                        |                        |                        |                        |                        |                        |                        |                        |                        |                                                            |          |

### Запрошений вокал
| Пісня                 | Рік  | Інший виконавець | Альбом       |
| --------------------- | ---- | ---------------- | ------------ |
| «Half As Good As You» | 2018 | Том Оделл        | Jubilee Road |

### Музичні відео
- No Roots (2017)
- Hit the Ground Running  (2017)
- Lash Out (2018)
- Why So Serious (2018)